# Karl Adolph von Basedow
Karl Adolph von Basedow (Dessau, 28 marzo 1799 – Merseburg, 11 aprile 1854) è stato un medico tedesco.

## Biografia
Nacque a Dessau, dove il padre, Johann Bernhard, (1723-90) pedagogista di fama, era un personaggio influente.
Frequentò il ginnasio nella città nativa, poi frequentò l'Università di Halle dove si laureò in medicina e chirurgia discutendo una tesi su metodi innovativi di amputazione. Successivamente si stabilì a Merseburg dove cominciò a praticare la professione nel 1822. 
Dovette far fronte ad una grave epidemia di colera che imperversò a Merserburg e a Magdeburgo.
Sempre nel 1822 sposò Louise Scheuffelhuth:  ebbero 4 figli (3 femmine e un maschio). 
Nel 1848 occupò la posizione di capo ufficiale medico della città, dove morì nel 1854 in seguito ad un'infezione contratta durante un'autopsia.

### Carriera medica
Fatti salvi i successi in campo chirurgico ed alcune pubblicazioni, il suo nome è conosciuto soprattutto per l'eponimo malattia di Basedow, disfunzione tuttora abbastanza comune.
Nel 1840 descrisse il sintomo dell'esoftalmo come ipertrofia del tessuti oculari.
In seguito giunse alla definizione della “triade di Merseburg” che associò all'ipertiroidismo. Si tratta di tre segni individuabili dai sensi umani senza particolari analisi: il primo è il già citato esoftalmo, il secondo è il gozzo endemico, il terzo la palpitazione (tachicardia).
Basedow associò alla malattia anche la perdita di peso e l'alterazione dell'umore e suggerì l'uso di acque minerali contenenti iodio e bromo per il suo trattamento.
Gli anglofoni conoscono la stessa malattia come malattia di Graves perché anche questo medico irlandese (Robert James Graves) la descrisse nel 1835.
Ha dato il proprio nome ad alcuni fenomeni collegati alla tiroide:
il coma di Basedow (coma dovuto a intossicazioni provocate dalla tiroide); la sindrome oculare di Basedow (contrazione della palpebra superiore, uno dei sintomi della malattia di Basedow); la malattia di Basedow (scompenso causato da ipertiroidismo e caratterizzato da tachicardia, gozzo e occhi sporgenti); effetto jodbasedow (induzione di intossicazione tiroidea causata dall'assunzione di cospicue quantità di iodio).